# Омаха (Небраска)
Омаха (енгл. Omaha) је највећи град у америчкој савезној држави Небраска и сједиште Округа Даглас. Омаха се налази на Средњем Западу, у долини ријеке Мисури, око 10 km сјеверно од ријеке Плат. Омаха је 40 најнасељенији град Сједињених Америчких Држава, са процијењеном популацијом од 478.192 становника 2019.
Омаха је средиште Метрополитанске области Омаха, која је 59 највећа метрополитанска област у Сједињеним Државама, са процијењеном популацијом од 944.316 становника 2018. Комбинована статистичка област Омахе, која садржи метрополитанску област Омахе, као и Микрополитанску статистичку област Фримонт. Укупна популација Комбиноване области процијењена је на 970.023 становника, 2017. године. Око 1.3 милиона људи настањује област Велике Омахе, у радијусу од 80 km од центра града.
Рани период настањивања подручја Омахе почиње 1854. године, када је град откривен од стране неколицине људи из сусједног Каунсил Бафса. Град је формиран дуж ријеке Мисури, и прелаз који је зван Лон три Фери, заслужан је за добијање надимка града — „Капија до запада“. Омаха је представила тај нови Запад остатку свијета 1898, када је град био домаћин састанка свјетских влада. Током 19. вијека, Омахина централна локација у Сједињеним Државама, помогла је граду да постане битно средиште националног саобраћаја. Кроз остатак 19. вијека, саобраћај и послови били су битни сектори за град, уз жељезнице и пиваре. У 20. вијеку, складиште Омахе, некада највеће на свијету и његове биљке, добили су међународну истакнутост.
Данас, Омаха је мјесто гдје четири компаније из Fortune 500 највећих компанија у Сједињеним Државама, имају своје сједиште: Мега конгломанска компаније Беркшир Хатавеј; једна од највећих грађевинских компанија на свијету — Kiewit Corporation; финансијска и осигуравајућа компанија — Mutual of Omaha и највећи жељезнички оператор — корпорација Јунион Пацифик. Компанијом Беркшир Хатавеј руководи локални инвеститор — Ворен Бафет, један од најбогатијих људи на свијету, док га је часопис Форбс рангирао својевремено на 1 мјесто.
Битни модерни изуми Омахе укључују: „виклер розе боје“ који је креиран од тип топ производа Омахе; Бутер Брикли сладоледи и Рубен сендвичи, који су замишљени од стране хотела Блеклстон, који се налази на углу 36 и улице Фарнам; микс торте, које је развила Данкан Хинс компанија, сада позната као Велмонт корпорација; макароне са сувим грожђем, које је развила компанија Skinner Macaroni Co.; затим први ски лифт у Сједињеним Државама, 1936, од стране Јунион Пацифик корпорације.; топ 40 радио формат, који је покренуо Тод Сторц.

## Демографија
По попису из 2010. године број становника је 408.958, што је 18.951 (4,9%) становника више него 2000. године.
|                   | 2010.            | 2000.            |
| Укупно            | 408 958 (100,0%) | 390 007 (100,0%) |
| Белци             | 278 172 (68,02%) | 293 876 (75,35%) |
| Афроамериканци    | 55 950 (13,68%)  | 51 917 (13,31%)  |
| Хиспаноамериканци | 53 553 (13,09%)  | 29 397 (7,538%)  |
| Остали            | 11 269 (2,756%)  | 8 044 (2,063%)   |
| Азијати           | 10 014 (2,449%)  | 6 773 (1,737%)   |

## Партнерски градови
- Брауншвајг
- Јантај
- Халапа
- Нејс
- Шјауљај
- Шизуока